# Galileo (компьютерная система)
Galileo (компьютерная система) — глобальная дистрибьюторская система бронирования авиабилетов, гостиниц, автомобилей и т. п.

## Информация о компании
Компания Galileo была основана в 1987. Штаб-квартира подразделения Galileo International находится в городе Лэнгли (англ. Langley), Великобритания.
Galileo International входит в корпорацию Cendant и использует платформу Travelport, ориентированную на предоставление дистрибутивов, технологий, платежей и других решений для мировой индустрии путешествий. Платформа позволяет поставщикам услуг и их развивающимся технологиям предоставлять широкий выбор релевантного контента для покупателей и потребителей путешествий, обрабатывая более 6 миллиардов сообщений о путешествиях в день

## Система бронирования
Galileo International обслуживает более 80 стран Европы, Ближнего Востока и Африки. Системой бронирования пользуются более чем в 68 000 точках бронирования и продажи авиабилетов, гостиничных номеров, круизных туров, аренды автомобилей. В системе Galileo представлены более 500 авиакомпании, 431 туроператор, более 650 тысяч отелей, 28 компаний по прокату автомобилей, 9 круизных групп всего мира.